# Wampanoag
Wampanoag, eget navn Wôpanâak, også kaldt for Massasoit eller for Pokanoket, er et folkeslag af oprindelige amerikanere, bosat i staten Massachussets i USA, mest kendt for at lære de puritanske engelske pilgrimme i Plymouth-kolonien at dyrke majs og at leve af de lokale afgrøder. 
Wampanoag-folket havde en føderation, altså forening af stammer, anført af Pokanoket stammen, med andre stammer som Patuxet, Nocasset eller Aquinnah. Deres høvdinge hed sachem  og massasoit, og føderationen var anført af hoved-sachem. 
Wampaonag kvinder havde høj status, kunne blive sachem, havde ejerskab over land og bolig, og alt blev arvet gennem kvindelinjen.

Wampaonag var et talrigt folk, der boede i sydøstlige Massachusetts og Rhode Island, inklusive Nantucket-øerne og øen kendt i dag som Martha's Vineyard. Befolkningens antal ansloges til at være omkring 16000 ved første kontakt med europæere i 16. århundrede, hvoraf der boede 3000 alene på øen Noepe (Martha's Vineyard). De blev næsten udryddet af de europæiske erobrere. I dag er deres antal omkring de 2000-3000. 

## Etymologi og sprog
Navnet Wôpanâak betyder "Østlige Folkeslag", eller ordret "Daggryets Folk" i Massachussets sprog. Wôpanâak-sproget er del af Massachusetts sprog, som tilhører Algonkinske sprog. Den sidste Wampanoag, der talte flydende Wôpanâak som modersprog, døde i starten af det 20. århundrede, men siden 1993 har Wampanoag-folket aktivt arbejdet for at genskabe sproget. Wampanoag har uddannet nye modersprogstalende, nye sproglærere og er ved at skabe sit eget sprogpensum.

## Samfund
Wampanoag var halvnomadiske jægere-samlere, der flyttede året rundt mellem forskellige boliger og jagtmarker. Som mange andre oprindelige amerikanske befolkninger, havde Wampanoag et matrilinært samfund med arv på kvindelig side, og med matrifokalt ægteskab (hvor brudgommen flyttede ind hos brudens familie). Kvinderne kunne også blive sachem-høvdinge og andre høje poster. Kvindernes position skyldtes blandt andet, at de stod for cirka 75 % af al madproduktion (ved agerbrug og indsamling, hvor mænd gik på jagt). 

Wampanoag mente, at alle, der havde en Wampanoag mor eller giftede sig med en Wampanoag kvinde, kunne regnes for medlem af Wampanoag. Wampanoag-kvinderne ejede boliger, land, samlede vildt forråd og dyrkede periodevis agerbrug, med de tre vigtigste afgrøder majs, squash og bønner, kaldt for de Tre Søstre. Wampanoag-mænd supplerede forrådskammeret med fiskeri, jagt og hvalfangst. Da de engelske pilgrimme ankom til Massachussets, kendte de ikke til lokale planter og klima og var nær sultet ihjel, men Wampanoagfolket hjalp dem med forråd og lærte dem at dyrke majs og andre afgrøder. Den mest kendte Wampanoag blev dengang Patuxet-manden Squanto, som havde lært engelsk af søfarere og hjalp pilgrimmene ved at lære dem overlevelse i det barske klima.

## Befolkningstal
Wampanoag blev siden det 17. århundrede udryddet ved etnisk udrensning, krig, slaveri og sygdomme bragt af de europæiske erobrere, pilgrimme og kolonister. Koppe-epidemien (eller leptospirose) fra 1615-1619 har udryddet flere tusinde Wampanoag og Kong Philips krig har næsten gjort det af med resten.
I 1675-76 stod Metacom, kaldet kong Philip, i spidsen for et stort opgør, kendt som kong Philips' krig, mod englænderne, som algonkinerne endte med at tabe, hvilket i det store hele knækkede modstanden mod nybyggerne og næsten udryddede Wampanoag-folket.
Wampanoagbefolkningens antal faldt helt ned til kun 400 mennesker på fastlandet i år 1677 efter Kong Philips krig. I denne krig blev der slået ihjel 40% af tilbageblevne Wampanoag-mænd. Resten af Wampanoag mænd blev solgt som slaver til Vestindien, Spanien og Bermuda, mens kvinderne og børn blev indfanget som slaver for de lokale engelske kolonister. 

Folket overlevede uofficielt, enten i reservater, eller i blandede ægteskaber, men beholdt kulturen og sproget. Wampanoags antal voksede lige så småt i løbet af det 20. århundrede og talte over 2756 registrerede medlemmer i 2010, ifølge USA befolkningstælling.
I dag er Wampanoag-folk medlemmer af deres to nationalt anerkendte stammer i USA, Aquinnah (Wampanoag-stammen fra Gay Head, Martha's Vineyard, 1121 registrerede medlemmer), og Mashpee Wampanoag-stammen (ca. 1200 registrerede medlemmer); eller af en af de 4-5 lokalt delstats-anerkendte stammer i Massachussets, som Pocasset, Nocasset eller Herring Pond Wampanoag-stammen. 

## Kendte Wampanoag
Kendte Wampanoag var blandt andet Samoset, Squanto, Massasoit, Metacom (kong Philip), og Amos Hoskins fra Aquinnah stammen, der blev kendt som kaptajn på et hvalfangerskib. 
Den fiktive skikkelse Tashtago i romanen Moby Dick var beskrevet som en Aquinnah-hvalfanger.